# Сапир, Пинхас
Пинха́с Сапи́р (Козловский) (ивр. פנחס ספיר‎; 15 октября 1906, Сувалки, Российская империя — 12 августа 1975, мошав Неватим) — израильский государственный деятель. Один из лидеров партии «МАПАЙ», а затем блока «Маарах», занимавший пост министра финансов Израиля в кабинетах Леви Эшколя и Голды Меир.

## Биография
Пинхас Козловский (впоследствии взявший псевдоним Сапир) родился в 1906 году в губернском центре Царства Польского Сувалках в семье Мордехая Козловского и Малки Сапирштейн. Получив традиционное еврейское образование, он продолжил учёбу в Варшаве в учительской семинарии «Тахкемони».
Во время пребывания в Варшаве Козловский вступил в сионистское движение «Хе-Халуц». В 1929 году он эмигрировал в подмандатную Палестину, где начал работать на цитрусовой плантации в Кфар-Саве. Он быстро выделился из общей массы работников своими организаторскими способностями. В частности, он принял активное участие в борьбе за «еврейский труд», в рамках которой руководство сионистов-социалистов агитировало приезжавших в Палестину евреев заниматься производительным трудом. В 1932 году Козловский был арестован за участие в демонстрации против использования арабского труда на принадлежащих евреям цитрусовых плантациях.
В середине 30-х годов Козловский привлёк к себе внимание Леви Эшколя. С 1937 по 1947 год он был заместителем Эшколя в компании «Мекорот», занимавшейся водоснабжением, и в дальнейшем постоянно оставался его близким помощником.
В 1947 году Козловский вошёл в состав Комиссии по делам Негева, ведавшей вопросами обороноспособности еврейских поселений в южной части Палестины, позже был назначен одним из руководителей интендантской службы «Хаганы», а в 1948 году ему было поручено руководство закупками оружия в Европе. С 1949 по 1951 год Козловский, который по требованию Давида Бен-Гуриона сменил фамилию на Сапир, был заместителем генерального директора министерства обороны Израиля, пост которого в это время занимал Эшколь. В 1951 год-1953 годах он по поручению премьер-министра вёл организационную работу в министерстве сельского хозяйства и министерстве финансов, где затем занял пост генерального директора, на котором оставался до 1955 года.
В 1955 году Сапир получил свой первый министерский портфель, возглавив министерство торговли и промышленности. Эту должность он занимал почти десять лет подряд — сначала в правительстве Давида Бен-Гуриона, а затем в правительстве Леви Эшколя. После вступления Эшколя в должность премьер-министра в 1963 году Сапир стал его преемником на посту министра финансов, на котором оставался до середины 1968 года. В течение почти полутора десятилетий на Сапира возлагались задачи по индустриализации Израиля и изысканию средств для её осуществления. Он занимался поиском внешних займов, мобилизовал средства в еврейских общинах за рубежом, создавал общественные и частные фонды. Сапир был одним из инициаторов создания «городов развития» в малонаселённых районах Израиля и создания в них промышленных комплексов (задача была решена лишь частично, и в городах развития по-прежнему остро стоит проблема безработицы). Также в период своей работы в министерствах финансов и промышленности Сапир продвигал такие проекты национального значения, как Всеизраильский водопровод и нефтепровод Эйлат-Ашкелон, и способствовал развитию в Израиле системы высшего образования. Одновременно он решал задачу интеграции израильской экономики в мировую, заключая торговые соглашения со странами Европы и за её пределами, способствуя развитию экспорта и либерализуя проводившуюся его предшественниками политику протекционизма в отношении товаров местного производства. Эта деятельность принесла ему имя главного архитектора израильской экономики.
Со временем Сапир стал одной из ключевых фигур в партии «МАПАЙ», а затем в образованной в результате её слияния с другими сионистскими социалистическими движениями партии Труда, где в 1968—1969 годах он занимал пост генерального секретаря. На парламентских выборах 1965 года после раскола в партии в связи с делом Лавона Сапир способствовал победе Леви Эшколя. В 1970 году, после смерти Эшколя, он поддержал избрание новым лидером партии Голды Меир, в правительстве которой после короткого перерыва снова возглавил и министерство финансов, и министерство промышленности и торговли. В 1974 году, после отставки Меир, Сапир отклонил предложение возглавить партийный список, выдвинув в ответ кандидатуру бывшего начальника Генерального штаба АОИ и посла в США Ицхака Рабина. В 1974—1975 годах Сапир, покинувший правительство, возглавлял правление Всемирной сионистской организации и Еврейского агентства. Он скончался в августе 1975 года в мошаве Неватим неподалёку от Беэр-Шевы.

## Взгляды
Пинхас Сапир, несмотря на занимаемые должности, в повседневной жизни оставался скромным и непритязательным человеком. Он просто одевался, жил в скромной квартире и даже задерживаясь на ночь в Иерусалиме по работе, ночевал не в гостинице, а в однокомнатной квартире друга-политика, по такому поводу разделявшейся на две части ширмой.
По политическим взглядам Сапир принадлежал к «голубиному» крылу рабочего сионистского движения. Он выступал против аннексии Западного берега Иордана и сектора Газа после Шестидневной войны, так как считал её губительной для израильской экономики и для еврейского облика государства. Он также сыграл важную роль в том, что Ариэль Шарон, в начале 1970-х годов претендовавший на должность начальника Генштаба АОИ, её не получил: Сапир выступил против назначения на этот пост человека, известного правыми взглядами.

## Оценки деятельности и увековечение памяти
Пинхаса Сапира называют самым успешным министром финансов Израиля. При этом его методы привлечения инвесторов в Израиль неоднократно подвергались критике как расточительные для страны и поощряющие мошенников. Сапира критиковали за якобы бесконтрольный расход средств, недооценку угрозы инфляции и спонтанность решений.
В память о Пинхасе Сапире названы улицы израильских городов, район Кфар-Савы Мерказ-Сапир, академический колледж в Негеве (англ. Sapir Academic College), учебные центры в Тель-Авивском и Беэр-Шевском университетах, основанный в 1978 году посёлок Сапир в региональном совете Ха-Арава-ха-Тихона вместе с прилегающим к нему национальным парком, а также престижная литературная премия Израиля.